# Protaetia cuprea
Protaetia cuprea (Fabricius, 1775) è un coleottero appartenente alla famiglia degli Scarabeidi (sottofamiglia Cetoniinae).

## Descrizione

### Adulto
Questo coleottero può essere lungo dai 14 ai 29 mm ed è di un colore che può variare dal color rame al verde metallico. La sua livrea è lucente e sulle elitre vi sono delle rivettature bianche. Le zampe sono relativamente lunghe e consentono all'insetto di aggrapparsi saldamente agli steli delle piante ma non gli garantiscono una rapida locomozione. La parte inferiore del corpo presenta una peluria più folta in corrispondenza del torace, dove vi sono gli attacchi delle zampe, rispetto all'addome, dove invece è quasi totalmente assente. La testa presenta gli occhi, le antenne corte ed un paio di poderose mandibole, usate dall'insetto per nutrirsi. Come tutti i cetoniini è un eccellente volatore, con le elitre che ricoprono l'addome anche durante il volo, permettendo di volare in orizzontale.

### Larva
Le larve sono della tipica forma a "C", con le zampe ed il capo sclerificati per permettergli così di muoversi con più facilità nel terreno in cui vive. La testa presenta un paio di poderose mandibole atte a triturare il cibo. Lungo i fianchi, le larve, presentano una fila di forellini chitinosi che costituiscono l'apparato respiratorio dell'insetto. 

## Biologia

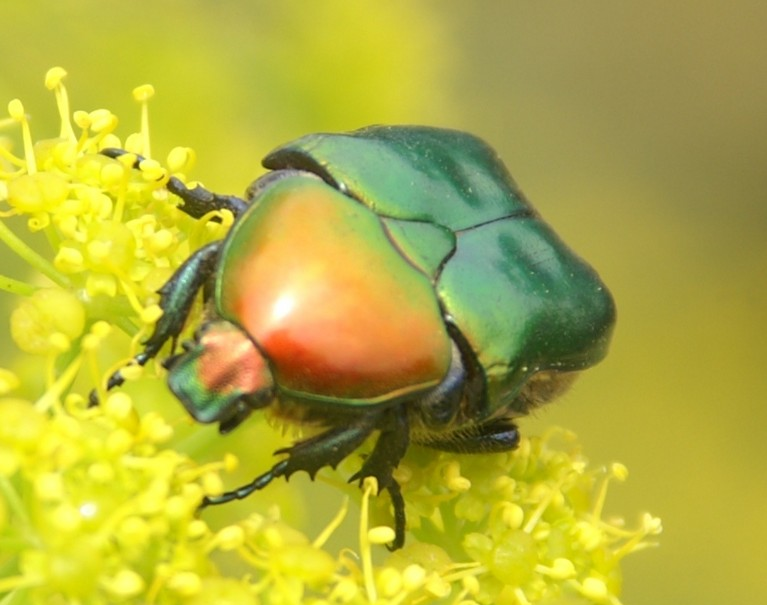

Protaetia cuprea è un coleottero di abitudini prettamente diurne ed è visibile a primavera inoltrata, da Maggio ad Agosto e si ciba di sostanze dolci, linfa e polline. La colorazione di questi coleotteri funge da avvertimento nei confronti dei predatori, che associano il colore vistoso al sapore sgradevole di questi ultimi. Le larve seguono una dieta differente da quella degli adulti. Si nutrono infatti di legno in decomposizione, e continuano a mangiare per circa 2 anni, successivamente si trasformeranno in pupa, stadio in cui assumeranno i caratteri fisionomici degli adulti, come ali, organi sessuali ecc.

## Distribuzione e habitat
Questo coleottero è distribuito in tutta Europa, a nord fino alla Norvegia e in gran parte dell'Asia paleartica.

## Conservazione
P. cuprea è compresa nella Lista rossa IUCN ed è segnalata come specie a rischio minimo di estinzione.

## Tassonomia
Si riconoscono 4 sottospecie di questo coleottero:
- Protaetia cuprea cuprea, presente nell'Italia settentrionale occidentale e Italia peninsulare oltre che in Sardegna
- Protaetia cuprea hypocrita, endemismo della Sicilia
- Protaetia cuprea metallica, diffusa sull'arco alpino
- Protaetia cuprea obscura, presente nell'Italia settentrionale orientale.